# Day Trip
Day Trip es el octavo episodio de la primera temporada de la serie de televisión estadounidense de ciencia ficción y drama Los 100. El episodio fue escrito por Elizabeth Craft y Sarah Fain, basados en la historia de Andrei Haq y dirigido por Matt Barber. Fue estrenado el 7 de mayo de 2014 en Estados Unidos por la cadena The CW.
Clarke y Bellamy se embarcan en una misión para recoger suministros para el invierno, sin embargo, encuentran un arsenal de armas viejas y balas inservibles. Clarke descubre que Bellamy no planea regresar al campamento e intenta disuadirlo de su decisión. Shumway envía a uno de los cien a asesinar a Bellamy para evitar que lo delate. Mientras tanto, después de comer frutos secos con propiedades alucinógenas, los chicos del campamento pierden contacto con la realidad, lo que es aprovechado por Octavia para ayudar a escapar a Lincoln. Por otra parte, Clarke logra que Jaha perdone la vida de Bellamy a cambio de decirle quién le ordenó asesinarlo. Mientras tanto en el Arca, el comandante Shumway es arrestado por traición y las verdaderas intenciones de Diana son reveladas.

## Elenco
- Eliza Taylor como Clarke Griffin.
- Paige Turco como la concejal Abigail Griffin.
- Thomas McDonell como Finn Collins.
- Marie Avgeropoulos como Octavia Blake.
- Bob Morley como Bellamy Blake.
- Christopher Larkin como Monty Green.
- Devon Bostick como Jasper.
- Isaiah Washington como el canciller Thelonious Jaha.
- Henry Ian Cusick como el concejal Marcus Kane.

## Recepción
En Estados Unidos, Day Trip fue visto por 1.64 millones de espectadores, recibiendo 0.6 millones de espectadores entre los 18 y 49 años, de acuerdo con Nielsen Media Research.